# Ковчинський заказник
Ко́вчинський заказник — ландшафтний заказник місцевого значення в Україні. Розташований у межах Куликівського району Чернігівської області, неподалік від села Ковчин.
Площа 311 га. Статус дано згідно з рішенням Чернігівського облвиконкому від 31.07.1991 року № 159. Перебуває у віданні ДП «Чернігівське лісове господарство» (Дроздівське л-во, кв. 50-60).
Статус дано для збереження невеликих розрізнених лісових масивів, що зростають на заплаві вздовж річки Десна. У деревостані переважають тополя, верба.

## Галерея

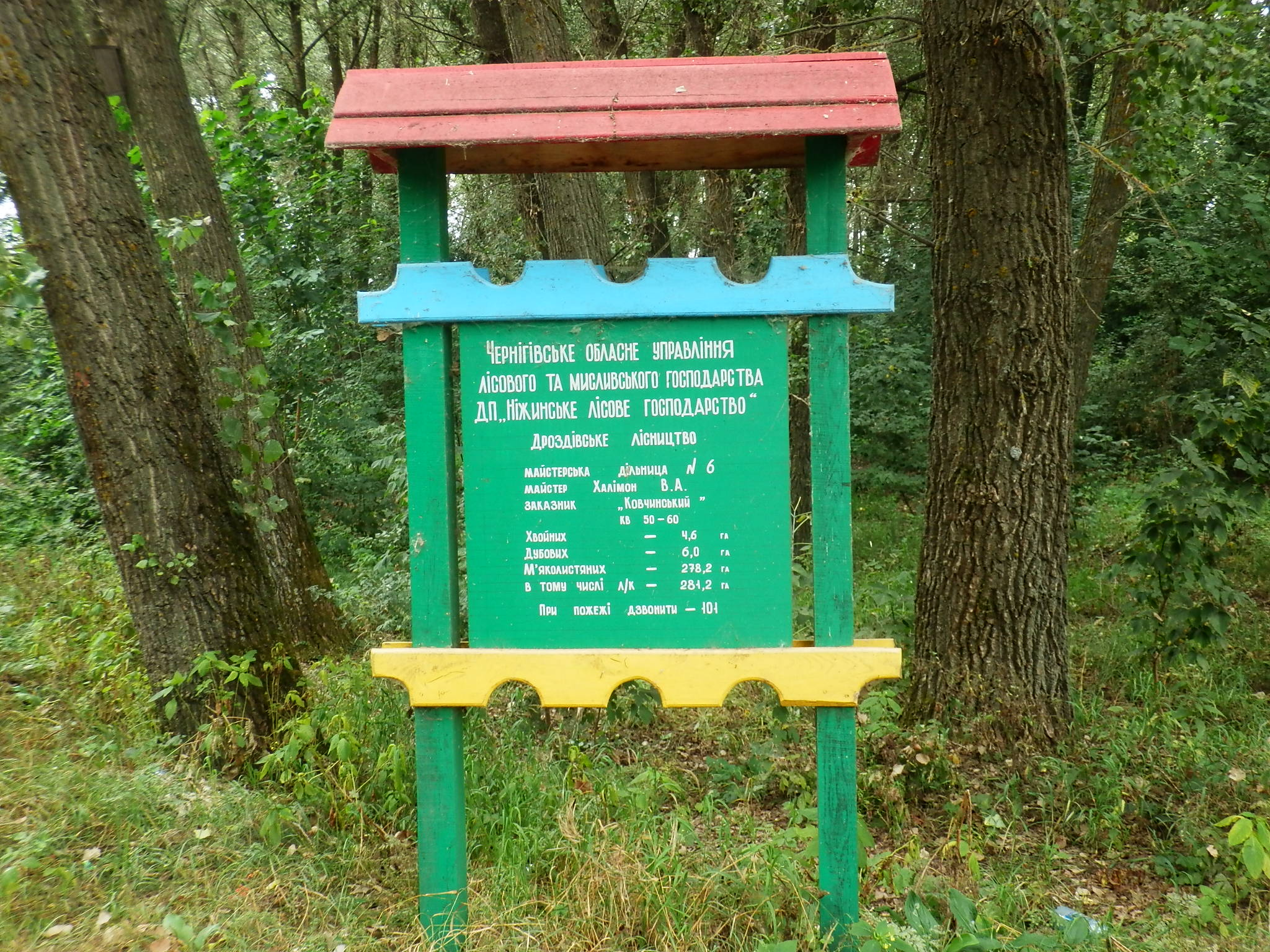
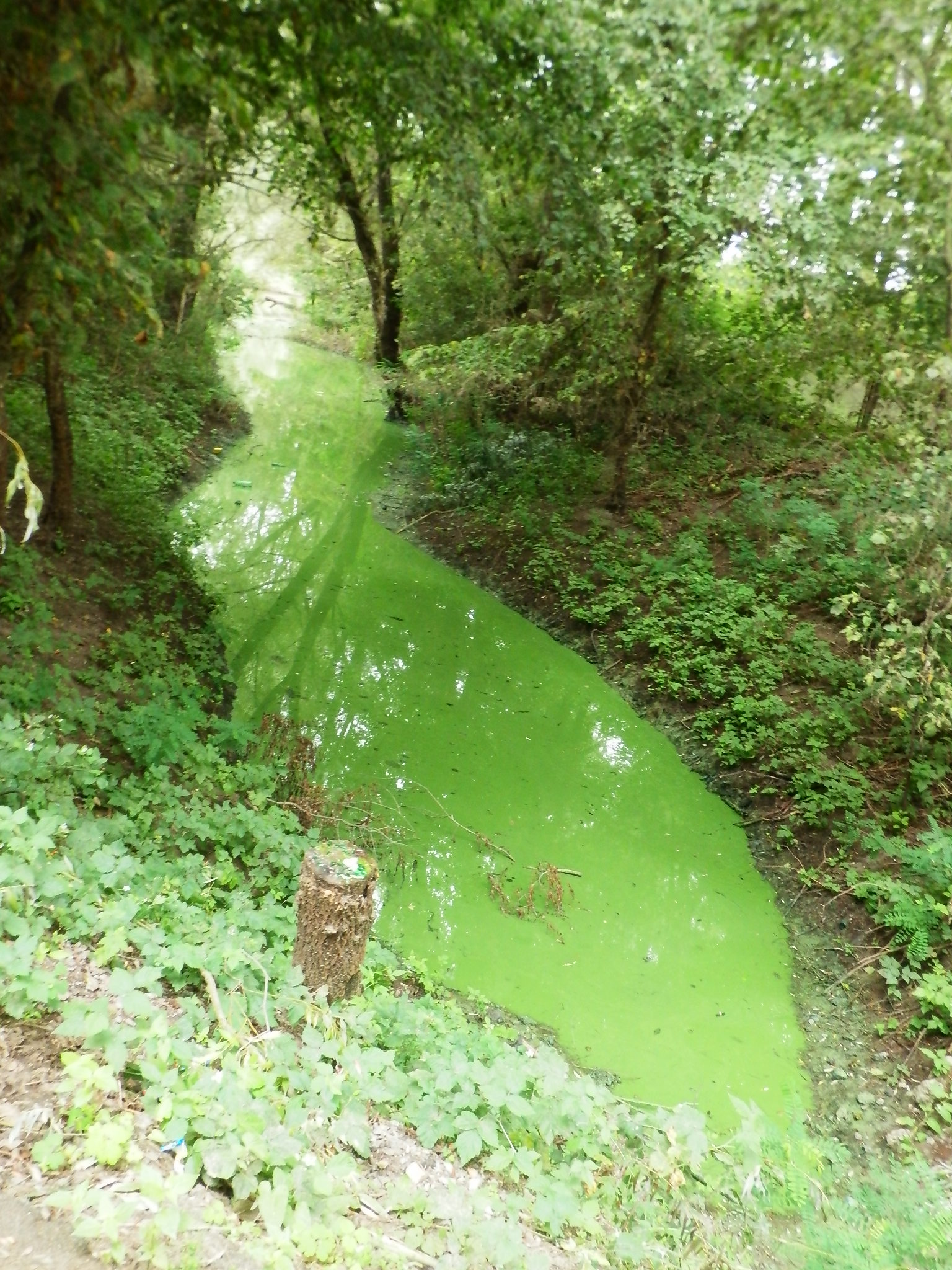
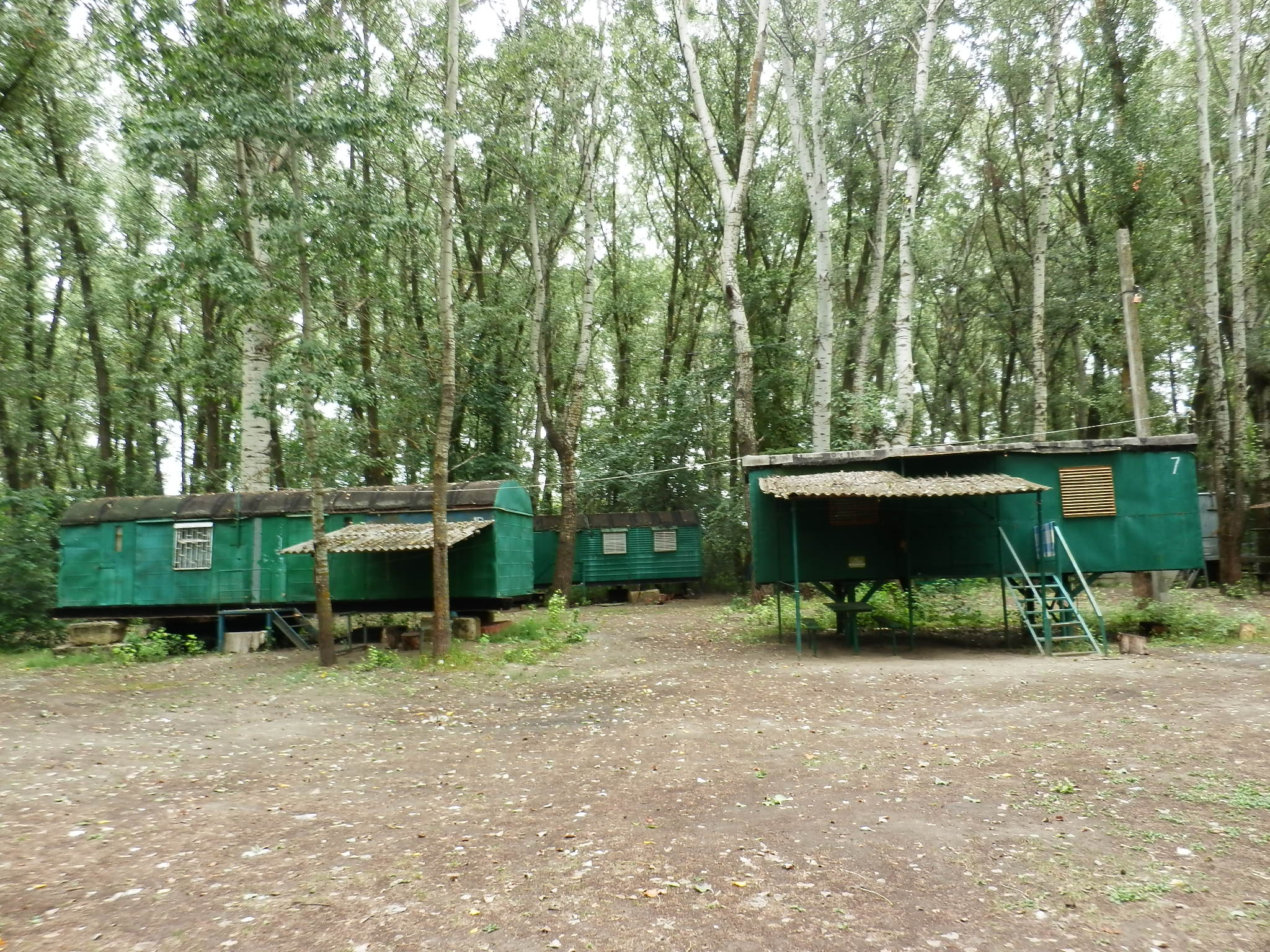